# Franz Socher
Franz Socher, magyarosan Socher Ferenc (Ausztria, 1706. október 17. – 1781. augusztus 30.) Jézus-társasági áldozópap és tanár.

## Élete
1722. október 15-én lépett a rendbe és Belgrádban a költészetet és ékesszólástant tanította; azután Nagyszebenben, Esztergomban, Kremsierben és Laibachban hitszónok és a szerzet növendékpapjainak mestere volt; majd Péterváradon a temetéseknél mint német gyászszertartásos pap működött, ahol egyszersmind öt évig a plébánia dolgait végezte. A rend feloszlatása (1773) után visszatért Ausztriába és a magyar szervita-rend lorettomi kolostorában 1781. augusztus 30-án meghalt.
Stöcklein, Neue Welt v. Mercuriusát (a Jezsuiták missiói tudósításait) németül folytatta.